# Oediblemma leptinia
Oediblemma leptinia is een vlinder uit de familie van de spinneruilen (Erebidae). De wetenschappelijke naam van deze soort is voor het eerst voorgesteld als Micraeschus leptinia door Paul Mabille in een publicatie uit 1900.
De soort komt voor op Madagaskar.